# المدرسة الوطنية للتجارة والتسيير بأكادير
المدرسة الوطنية للتجارة والإدارة بأكادير هي مؤسسة عمومية مغربية للتعليم العالي في أكادير بدأت في عام 1994 وهي منظمة على طراز مدارس إدارة الأعمال الأوروبية. 

## الدراسة
المدرسة الوطنية للتجارة والتسيير في أكادير هي جزء من شبكة المدارس الوطنية المغربية للتجارة والتسيير.

## الشراكات الوطنية والدولية
للمدرسة عدد كبير من الشركاء على الصعيدين الوطني والدولي في كل من فرنسا والمملكة المتحدة وهولندا وكندا ولوكسمبورغ.

## روابط خارجية
- الموقع الرسمي
- تدريب الماجستير المتخصص
- موقع الجمعية